# Songs I Wish I Had Written
Songs I Wish I Had Written är ett svenskt skivbolag baserat i Malmö. 
Bolaget grundades 2005 av Martin Thörnkvist och gjorde sig ett namn genom Le Sports debut-singel "Tell No One About Tonight". Genom att aktivt dela med sig av gratis mp3or av singlar lyckades man med små medel marknadsföra sig till en större publik. Det är en filosofi som har fortsatt med artister som Gentle Touch, The LK och senast Moto Boy.

## Artister
- Moto Boy
- The LK
- Gentle Touch
- Le Sport
- Regina
- Unarmed enemies